# ويليام والطون
ويليام والتون (١٧٨٤_١٨٥٧) هو كاتب إنجليزي عاش في كل من إسبانيا والبرتغال

## حياته
هو نجل وليام والتون، الذي كان قنصل إسبانيا في ليفربول، تمّ إرساله إلى إسبانيا والبرتغال في سنٍ مبكرة لدراسة اللغات والتدريب على مهنة تجارية. ومن ثم عبر المستعمرات في أمريكا اللاتينية، وأصبح سكرتيرًا للبعثة البريطانية التي استولت على سان دومينغو من الفرنسيين عام ١٨٠٢ وظل هناك كوكيل بريطاني، وعاد إلى إنجلترا عام ١٨٠٩.
ركز والتون، الذي عاش أولاً في بريستول ثم في لندن، على الكتابة عن السياسة المعاصرة لإسبانيا والبرتغال. لقد دافع في الغالب عن السياسة التي ينتهجها الوزراء البريطانيون. وكان مهتمًا بمسألة تطبيع الألبكة [التوضيح المطلوب]، وكتب مقالات حول هذا الموضوع، وكان آخرها في مسابقة للحصول على ميدالية من الجمعية الملكية للزراعة والمرتفعات في عام ١٨٤١. وتوفي والتون في أكسفورد في ٥ مايو عام ١٨٥٧.

## أعماله الرئيسية
•كان والتون كاتبًا غزير الإنتاج .
• الحالة الحالية للمستعمرات الإسبانية، بما في ذلك حساب هيسبانيولا، لندن عام ١٨١٠.
•حساب تاريخي وصفي للأنواع الأربعة من الأغنام البيروفية، لندن عام ١٨١١.
• عرض للانقسامات في أمريكا الإسبانية، لندن عام ١٨١٤.
• المصالح الحقيقية للقوى الأوروبية وإمبراطورية البرازيل بالإشارة إلى البرتغال، مع كتيبات أخرى، لندن عام ١٨٢٩.
•رسالة إلى فيسكونت جوديريتش تحترم العلاقات بين إنجلترا والبرتغال، لندن عام ١٨٣٠ التي كانت هذه واحدة من عدد من الرسائل الموجهة إلى رجال الدولة.
• إسبانيا، أم من هو الوريث الشرعي للعرش؟، لندن عام ١٨٣٤.
•الشرعية هي الخلاص الوحيد لإسبانيا ، لندن عام ١٨٣٥.
• ثورات إسبانيا، لندن عام ١٨٣٧.
• الألبكة: خطة لتجنيسها، لندن عام ١٨٤٤.
كانت هناك كتيبات سياسية أخرى مماثلة، كلها عن إسبانيا والبرتغال.كما قام والتون بترجمة أعمال من الفرنسية.

## الملاحظات
1. 1 2 3 4 5  "Walton, William". Dictionary of National Biography, 1885-1900. Volume 59. مؤرشف من الأصل في 2020-10-31. {{استشهاد بدورية محكمة}}: |المجلد= يحوي نصًّا زائدًا (مساعدة)